# Айхродт, Людвиг
Людвиг Айхродт (нем. Ludwig Eichrodt; 1827[…], Дурлах — 1892[…], Лар, Фрайбург) — немецкий писатель, поэт и драматург.

## Биография
Происходил из семьи офицера. С 1845 года изучал в Гейдельберге и Фрайбурге право, философию и историю, после чего работал судьёй в разных городах, пока в 1871 году не был назначен судьёй в Лар, где и прожил до конца жизни.
В 1848 году опубликовал в газете Fliegende Blätter сборник комических песен Wanderlust, который принёс ему большую популярность. Основным его вкладом в литературу является цикл романов о швабском сельском школьном учителе Готлибе Бидермейере — человеке, самоотверженно относящемся к своему труду, которая получила серьёзное внимание литературоведов. В дальнейшем слово бидермайер стало обозначением постромантического художественного направления в немецкоязычных странах. Наиболее известные романы: «Gedichte in allerlei Humoren» (1853); «Leben und Liebe» (1856); «Hortus Deliciarum» (1875); «Gold» (1880). Его полное собрание сочинений было выпущено в 1890 году в Штутгарте.